# Episodi di Quella strana ragazza (quinta stagione)
La quinta stagione della serie televisiva Quella strana ragazza (That Girl) è andata in onda negli Stati Uniti dal 25 settembre 1970 al 19 marzo 1971 sulla ABC.
| nº | Titolo originale                                 | Prima TV USA      | Titolo italiano | Prima TV Italia |
| -- | ------------------------------------------------ | ----------------- | --------------- | --------------- |
| 1  | Counter Proposal                                 | 25 settembre 1970 |                 |                 |
| 2  | Donald, Sandi, and Harry and Snoopy              | 2 ottobre 1970    |                 |                 |
| 3  | I Ain't Got Nobody                               | 9 ottobre 1970    |                 |                 |
| 4  | No Man is Manhattan Island                       | 16 ottobre 1970   |                 |                 |
| 5  | Rattle of a Single Girl                          | 23 ottobre 1970   |                 |                 |
| 6  | There Sure Are a Bunch of Cards in St. Louis (1) | 30 ottobre 1970   |                 |                 |
| 7  | There Sure Are a Bunch of Cards in St. Louis (2) | 6 novembre 1970   |                 |                 |
| 8  | That Cake                                        | 13 novembre 1970  |                 |                 |
| 9  | That Girl's Daddy                                | 20 novembre 1970  |                 |                 |
| 10 | Stop the Presses, I Want to Get Off              | 27 novembre 1970  |                 |                 |
| 11 | Super Reporter                                   | 4 dicembre 1970   |                 |                 |
| 12 | That Senorita                                    | 11 dicembre 1970  |                 |                 |
| 13 | An Uncle Herbert for All Seasons                 | 18 dicembre 1970  |                 |                 |
| 14 | That Script                                      | 1º gennaio 1971   |                 |                 |
| 15 | Those Friars                                     | 8 gennaio 1971    |                 |                 |
| 16 | A Limited Engagement                             | 15 gennaio 1971   |                 |                 |
| 17 | The Russians are Staying                         | 29 gennaio 1971   |                 |                 |
| 18 | That Shoplifter                                  | 5 febbraio 1971   |                 |                 |
| 19 | Chef's Night Out                                 | 12 febbraio 1971  |                 |                 |
| 20 | That King                                        | 19 febbraio 1971  |                 |                 |
| 21 | Stag Party                                       | 26 febbraio 1971  |                 |                 |
| 22 | Two For the Money                                | 5 marzo 1971      |                 |                 |
| 23 | Soot Yourself                                    | 12 marzo 1971     |                 |                 |
| 24 | The Elevated Woman                               | 19 marzo 1971     |                 |                 |

## Counter Proposal
- Prima televisiva: 25 settembre 1970
- Diretto da: Saul Turteltaub
- Scritto da: Saul Turteltaub, Bernie Orenstein

### Trama
- Guest star: Avery Schreiber (Mr. Franklin)

## Donald, Sandi, and Harry and Snoopy
- Prima televisiva: 2 ottobre 1970
- Diretto da: Earl Bellamy
- Scritto da: Peggy Elliott

### Trama
- Guest star:

## I Ain't Got Nobody
- Prima televisiva: 9 ottobre 1970
- Diretto da: Richard Kinon
- Scritto da: Ed Scharlach, Warren S. Murray

### Trama
- Guest star:

## No Man is Manhattan Island
- Prima televisiva: 16 ottobre 1970
- Diretto da: Richard Kinon
- Scritto da: Arnold Horwitt

### Trama
- Guest star:

## Rattle of a Single Girl
- Prima televisiva: 23 ottobre 1970
- Diretto da: John Rich
- Scritto da: Bruce Howard

### Trama
- Guest star:

## There Sure Are a Bunch of Cards in St. Louis (1)
- Prima televisiva: 30 ottobre 1970
- Diretto da: Richard Kinon
- Scritto da: Saul Turteltaub, Bernie Orenstein

### Trama
- Guest star: Mabel Albertson (Mildred), William Christopher (Chippy)

## There Sure Are a Bunch of Cards in St. Louis (2)
- Prima televisiva: 6 novembre 1970
- Diretto da: Richard Kinon
- Scritto da: Bernie Orenstein, Saul Turteltaub

### Trama
- Guest star: Mabel Albertson (Lillian), Richard Schaal (Bill)

## That Cake
- Prima televisiva: 13 novembre 1970
- Diretto da: Richard Kinon
- Scritto da: Rick Mittleman

### Trama
- Guest star:

## That Girl's Daddy
- Prima televisiva: 20 novembre 1970
- Diretto da: John Rich
- Scritto da: Saul Turteltaub, Bernie Orenstein

### Trama
- Guest star:

## Stop the Presses, I Want to Get Off
- Prima televisiva: 27 novembre 1970
- Diretto da: Saul Turteltaub
- Scritto da: Gordon Farr

### Trama
- Guest star:

## Super Reporter
- Prima televisiva: 4 dicembre 1970
- Diretto da: Richard Kinon
- Scritto da: Bernie Orenstein, Saul Turteltaub

### Trama
- Guest star: Roy Roberts (vice Mayor)

## That Senorita
- Prima televisiva: 11 dicembre 1970
- Diretto da: John Rich
- Scritto da: Saul Turteltaub, Bernie Orenstein

### Trama
- Guest star:

## An Uncle Herbert for All Seasons
- Prima televisiva: 18 dicembre 1970
- Diretto da: John Rich
- Scritto da: Bob Garland

### Trama
- Guest star: James Gregory (Mr. Adams)

## That Script
- Prima televisiva: 1º gennaio 1971
- Diretto da: Roger Duchowny
- Scritto da: Bernie Orenstein, Saul Turteltaub

### Trama
- Guest star: Morty Gunty (Sandy Stone), Nina Foch (Frances Nelson)

## Those Friars
- Prima televisiva: 8 gennaio 1971
- Diretto da: Alan Rafkin
- Scritto da: Marvin Walkenstein

### Trama
- Guest star: Morty Gunty (Sandy Stone)

## A Limited Engagement
- Prima televisiva: 15 gennaio 1971
- Diretto da: Richard Kinon
- Scritto da: Bernie Orenstein, Saul Turteltaub

### Trama
- Guest star:

## The Russians are Staying
- Prima televisiva: 29 gennaio 1971
- Diretto da: Homer Powell
- Scritto da: Saul Turteltaub, Bernie Orenstein

### Trama
- Guest star:

## That Shoplifter
- Prima televisiva: 5 febbraio 1971
- Diretto da: Richard Kinon
- Scritto da: Arnold Horwitt

### Trama
- Guest star: Judith Cassmore (segretario/a), Stafford Repp (Jim)

## Chef's Night Out
- Prima televisiva: 12 febbraio 1971
- Diretto da: Richard Kinon
- Scritto da: Budd Grossman

### Trama
- Guest star: Jane Connell (Laura), Shirley O'Hara (Mrs. Sloan)

## That King
- Prima televisiva: 19 febbraio 1971
- Diretto da: Richard Kinon
- Scritto da: Warren S. Murray

### Trama
- Guest star:

## Stag Party
- Prima televisiva: 26 febbraio 1971
- Diretto da: John Rich
- Scritto da: Saul Turteltaub, Bernie Orenstein

### Trama
- Guest star: Hal Williams (Herbie)

## Two For the Money
- Prima televisiva: 5 marzo 1971
- Diretto da: Roger Duchowny
- Scritto da: Sam Nicholas

### Trama
- Guest star: Louis De Farra (Oscarelli), Joe Ross (fotografo), Sam Denoff (Big Bettor), Bunny Summers (signora guardaroba), Ron Applegate (Bill), Arthur Abelson (Harry), Vince Eli (uomo a pezzi), Bernie Orenstein (Bettor), Alex Rocco (Employee), Dick Yarmy (cassiere), Michael Lerner (Charley), Hal Williams (John)

## Soot Yourself
- Prima televisiva: 12 marzo 1971
- Diretto da: Saul Turteltaub
- Scritto da: Saul Turteltaub, Bernie Orenstein

### Trama
- Guest star: Reva Rose (Marcy), Peter Brocco (Mr. Stone), James Gregory (Mr. Adams), Phyllis Hill (Agnes Adams), Gino Conforti (Nino)

## The Elevated Woman
- Prima televisiva: 19 marzo 1971
- Diretto da: Roger Duchowny
- Scritto da: Bernie Orenstein, Saul Turteltaub

### Trama
- Guest star: Sherry Alberoni (moglie), John Clute (marito), Howard Storm (addetto all'ascensore), Tani Guthrie (Audrey), Jack Kissell (fattorino)